# Caitro Soto
Caitro Soto (né Pedro Carlos Soto de la Colina le 23 octobre 1934 à San Luis, province de Cañete au Pérou, et mort le 19 juillet 2004 à Lima) est un musicien et compositeur afro-péruvien.

## Biographie

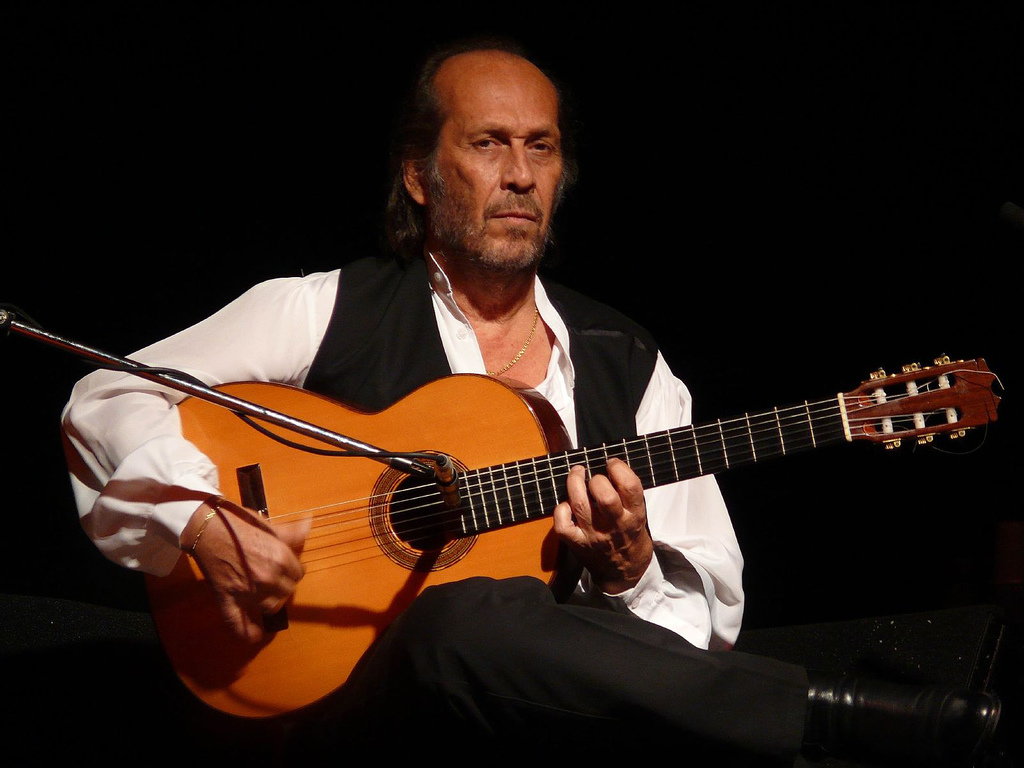
Paco de Lucia.

Il est connu pour sa version de la chanson folklorique péruvienne Toro Mata. 
C'est en 1957, qu'il rencontre la célèbre chanteuse, guitariste, auteure et compositrice afro-péruvienne Chabuca Granda ; cette rencontre a représenté un tournant dans sa carrière, car c'est en l'accompagnant qu'il a connu une renommée internationale. En 1981, une série de vidéo d'une durée totale de 3 heures est tournée sur cette collaboration où il montre ses talents de percussionniste, mais aussi de chanteur et de  danseur (zapateo negro del Perú). Il est accompagné par  Eusebio Sirio Pititi  (percussions, danse), Álvaro Lagos (guitare). Il y rencontre Eva Ayllon, Zoila La Torre, Techy Llontop, Raúl García Zárate etc.
C'est aussi avec son aide que fut créée l'association culturelle Perú Negro, l'une des organisations les plus importantes destinées à la préservation de la musique, de la danse et de la culture afro-péruviennes, située à Lima.
Dans les années 1970, Paco de Lucia apporta le cajón péruvien dans le flamenco après avoir rencontré Caitro Soto. 
Soto est apparu dans The Motorcycle Diaries dans le rôle de "Papá Carlito", un résident de la colonie de lépreux à San Pablo, au Pérou.
Caitro Soto est l'auteur d'un livre en espagnol accompagné d'un disque compact, intitulé De cajón : el duende en la música afroperuana (édité par el Comercio, Lima,Pérou,1995).